# Antitabagismo no Brasil

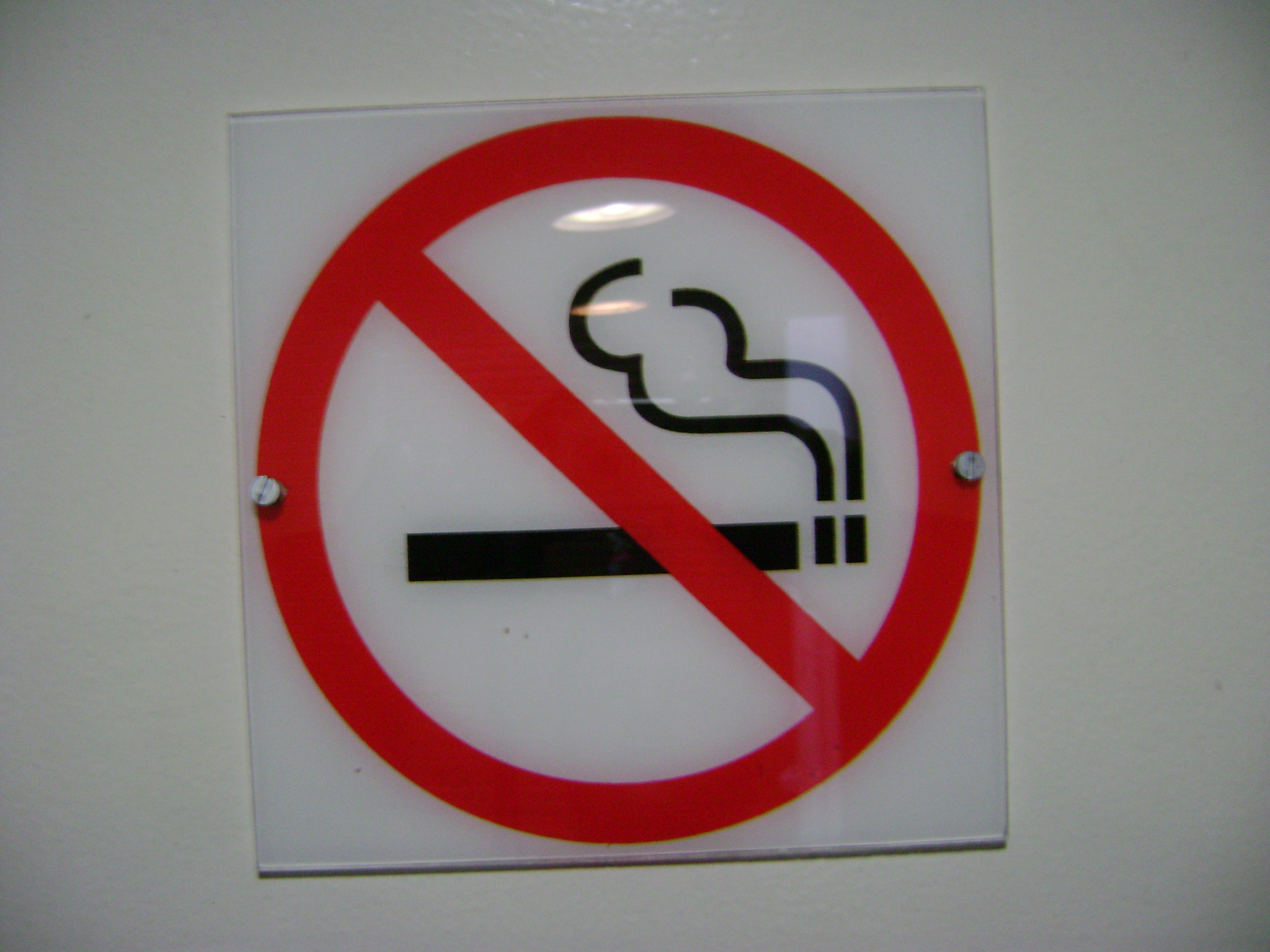
Aviso de proibição do fumo em Belo Horizonte, utilizando o símbolo internacional do antitabagismo.

O antitabagismo no Brasil possui uma longa história, dado que o tabagismo sempre foi alvo de diversas críticas. Apesar das crescentes descobertas mundo afora dos malefícios do cigarro, levando a um combate internacional ao tabagismo, foi apenas na década de 1990, especialmente no Governo Fernando Henrique Cardoso, que as autoridades brasileiras passaram a demonstrar uma grande preocupação em relação ao assunto.

## Contexto
A indústria do cigarro, hoje dominada pelas multinacionais British American Tobacco (antiga Souza Cruz), R. J. Reynolds e Phillip Morris, era muito mais diversificada antigamente. Marcas nacionais, como Vila Rica e Mistura Fina, eram líderes de mercado. Esforços oriundos do lobby das multinacionais, além de sua agressiva publicidade, acabaram por minar as fabricantes domésticas, que hoje possuem suas vendas quase limitadas a tabacarias e outras lojas específicas do setor.
Em 1953 houve, nos EUA, a primeira comprovação documentada dos malefícios do cigarro, enquanto em 1987 a Organização Mundial da Saúde cria o Dia Mundial Sem Tabaco.

### O tabagismo na sociedade
O tabagismo era presença constante na sociedade brasileira. Fumar em lugares fechados era algo extremamente corriqueiro: bares, repartições públicas, escritórios, ônibus, trens, lojas, shopping centers e até aviões permitiam o fumo tranquilamente, pois não havia nenhuma restrição legal para isso. Revistas, especialmente as direcionadas ao público masculino, além de publicar milhares de propagandas de cigarros, tratavam o fumo como questão de elegância. Novelas e filmes nacionais não escondiam o hábito tabagista de seus personagens. Eventos esportivos eram patrocinados pela referida indústria - onde associava-se a imagem do cigarro, novamente, à masculinidade.

### O marketing do cigarro
O marketing do cigarro no Brasil era considerado um dos mais refinados mercados publicitários do país, sendo frequentemente elogiado e premiado internacionalmente.
No fim da década de 70, visando camadas de baixa renda, o cigarro Vila Rica lança uma campanha com o jogador de futebol Gérson, onde o craque dizia: "Gosto de levar vantagem em tudo, certo? Leve vantagem você também...". A mensagem foi extremamente criticada por supostamente relacionar o brasileiro à corrupção, criando um sinônimo para o "jeitinho brasileiro": a Lei de Gérson.

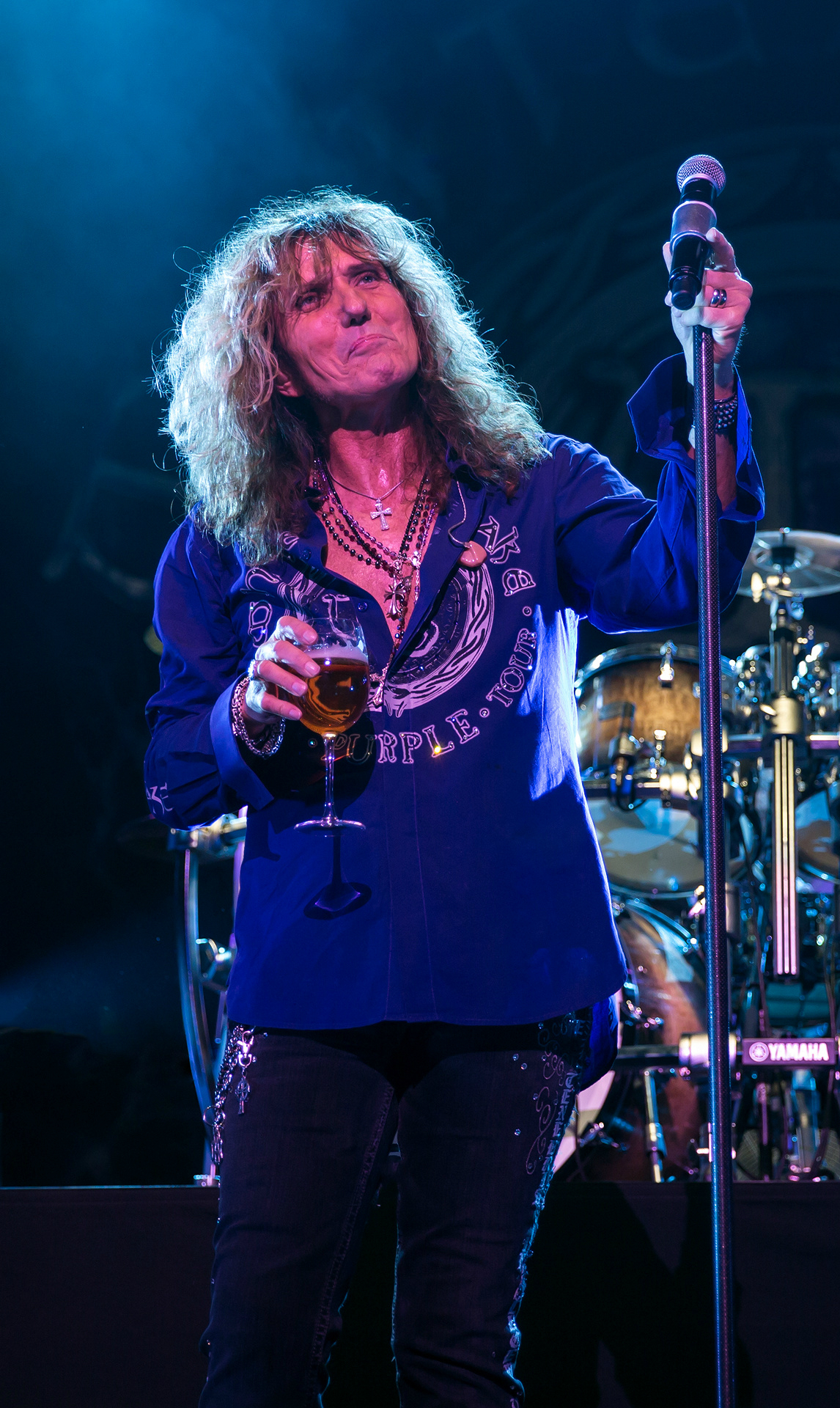
O vocalista do Whitesnake, David Coverdale, chegou a gravar um jingle personalizado para o Hollywood em 1985. A banda era fortemente associada àquela marca no Brasil.

A Souza Cruz patrocinou todas as transmissões da Copa do Mundo FIFA pela Rede Globo da edição de 1970 (coincidentemente, a que consagrou Gerson) até a de 1986 e sua marca Hollywood era fortemente associada à Seleção Brasileira de Futebol. Durante a década de 1970, a empresa passa a mudar a estratégia com a referida marca. De "pais de família" bem sucedidos, posição que dividia com o Lucky Strike (da mesma empresa), o Hollywood passaria a mirar na figura do jovem "ousado", "rebelde" e "transgressor". Suas propagandas mostravam jovens, quase sempre homens, praticando esportes radicais como surfe, paraquedismo, snowmobile, motocross, entre outros, acompanhados de mulheres e com trilhas sonoras regadas a glam e hard rock. Bandas como Whitesnake, Asia, Rush, Heart, Kansas e Journey tiveram sua popularidade expandida no Brasil devido a essas propagandas. Finalizadas com o slogan "Isto é Hollywood, o sucesso", tais campanhas foram as responsáveis pelo cigarro ter se tornado o mais vendido do Brasil na década de 80 e um ícone cultural desta década no Brasil.
A fabricante ainda lançou em 1984 o cigarro Free, de baixos teores de alcatrão, mirando o público jovem com propagandas que mostravam jovens em situações como baladas, encontros casuais nas ruas, ou praticando atividades intelectuais como pintura, leitura e escrita. O estilo era inspirado nas propagandas estrangeiras do concorrente L&M, o cigarro de baixo teor da Phillip Morris, que também mirava o público juvenil. A ideia das propagandas era demonstrar um jovem inteligente, cult, mas que também sabia se divertir. Com a fundação da MTV Brasil em 1990, destinada ao mesmo público que o cigarro, a sua popularidade cresceu massivamente.
Em 1993, a Souza Cruz lança o cigarro Derby, mirando nas camadas populares. Seu sucesso é tal que em três anos chega a ser responsável por 42,4% do market share brasileiro à época, ganhando a fama de "cigarro de pobre". Para concorrer, a Phillip Morris populariza a sua já consolidada marca Chesterfield.

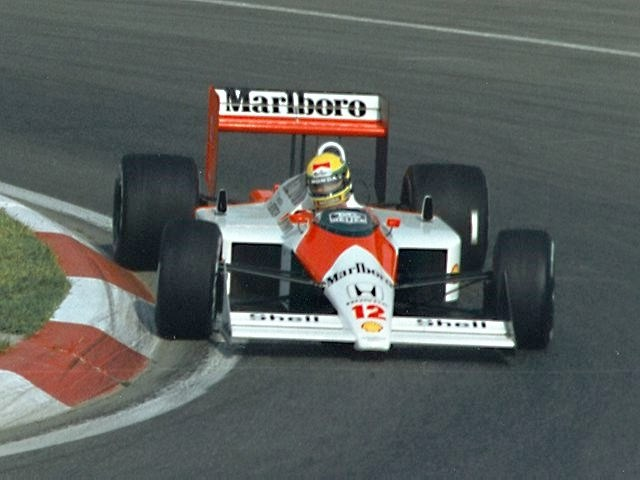
Ayrton Senna em sua primeira vitória na Fórmula 1, no GP do Canadá de 1998, em sua McLaren. Como a Marlboro era a patrocinadora master da equipe, ficou com a fatia mais cara e disputada do carro: o spoiler.

Por fim, a Souza Cruz organizou os festivais de música Hollywood Rock e Free Jazz Festival que, com transmissões ao vivo da Rede Globo e da MTV Brasil, se tornaram ícones culturais da década de 1990. A edição de 1993 do Hollywood Rock contou com a presença da banda Nirvana no auge do sucesso. O Free Jazz trouxe a banda Jamiroquai, também no auge do sucesso, pela primeira vez ao Brasil.
A Phillip Morris importou no Brasil as mundialmente conhecidas propagandas do Marlboro Man, que eram dubladas em português.
Mas o maior aliado publicitário do cigarro no Brasil foi, certamente, a Fórmula 1. Com a inundação das propagandas de cigarro nas corridas, a indústria do cigarro brasileira nem precisava gastar tanto — suas matrizes estrangeiras já o faziam. A Marlboro, por exemplo, foi a patrocinadora master da Scuderia Ferrari de 1997 a 2010, tendo antes patrocinado a McLaren no auge do sucesso da equipe, com Ayrton Senna. O sucesso de Senna tornou o período entre 1988 e 1994 o auge do interesse pela Fórmula 1 no Brasil e, indiretamente, tornou a publicidade do tabaco intrínseca à F1.

### O posicionamento do governo
Na década de 1980 o consumo do tabaco explodiu no Brasil com o aumento da sua publicidade, do seu uso em novelas, na nova geração do cinema nacional (que vivia um momento de grandes bilheterias) e o sucesso brasileiro na Fórmula 1.
Apesar do combate ao tabagismo só crescer pelo mundo, o governo militar não estava disposto a perder um grande aliado nas contribuições tributárias. O IPI do cigarro correspondia, em 1983, a aproximadamente 40% da arrecadação total deste imposto no Brasil. De 1980 a 1981 o consumo do cigarro havia caído, levando o Governo a forçar os maiores fabricantes a aumentar suas vendas de modo a melhorar sua arrecadação. As vendas subiram e a arrecadação, novamente, cresceu.
Com a resistência do governo e a aceitação do tabagismo pela sociedade, iniciativas antitabagistas por parte de entidades médicas acabaram não tendo sucesso.

## Cronologia das restrições

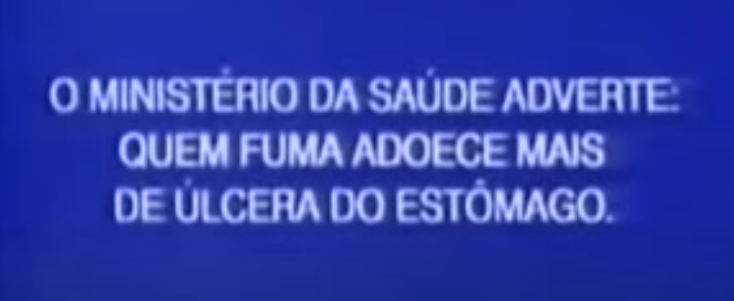
Tela de advertência capturada de um comercial de cigarros. Telas de advertência foram instituídas pela Portaria 1.050 da ANVISA e se tornaram lei em 1996.

### 1990
Durante o Governo Collor, a Agência Nacional de Vigilância Sanitária instituiu a obrigatoriedade das famosas vinhetas: "O ministério da saúde adverte [...]" nas propagandas de rádio e TV.

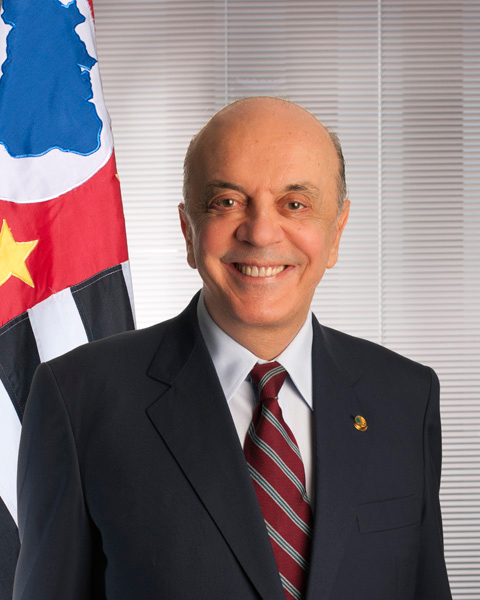
O então ministro da saúde José Serra (1998-2002) foi internacionalmente reconhecido pelas políticas brasileiras de controle ao tabaco. O combate ao cigarro marcaria a carreira pública de Serra.

### 1996
No Governo FHC, a lei 9.294/1996 foi proposta pelo governo, aprovada pelo congresso e sancionada pelo presidente. Seu texto foi responsável por introduzir a proibição do fumo em lugares fechados, salvo em áreas isoladas para tal finalidade. A criação desta exceção permitiu que o fumo ainda ocorresse em lugares fechados, não afetando tanto a vida dos fumantes. Mas a indústria do tabaco sofreu um duro golpe: sua publicidade, que era seu maior "trunfo", acabou restrita ao horário das 21 horas às 6 da manhã, além de transformar em lei alguns pontos instituídos pela Portaria 1.050 da ANVISA, como a vinheta de advertência nos comerciais.
Uma curiosidade é que esta foi a lei responsável por introduzir as citadas vinhetas a cada quinze minutos durante as transmissões de eventos que tivessem o patrocínio do tabaco, passando no rodapé da tela durante as transmissões de Fórmula 1.

### 2000
A lei 10.167/2000 foi proposta pelo então Ministro da Saúde José Serra e, uma vez aprovada e sancionada, foi a mais dura restrição cigarro no Brasil até os dias atuais. Esta lei, que apenas alterou dispositivos na lei 9.294/2000, proibiu a publicidade do produto, restringindo-a à publicidade in loco em pontos de venda, além de estabelecer a obrigação de mensagens referentes às consequências do tabagismo no verso das embalagens de fumígenos.

### 2001
A Medida Provisória 2.190-34/2001 estabeleceu que as embalagens de cigarro deveriam carregar imagens junto às mensagens no verso. A decisão foi bastante criticada à época, pois as imagens eram vistas como trágicas e uma exposição desnecessária dos envolvidos nas fotos. As imagens seriam reguladas pela ANVISA.

### 2003
Já no Governo Lula, deveriam entrar em vigor os dispositivos na lei 10.167/2000 que proibiam o patrocínio cultural e esportivo de eventos internacionais realizados no Brasil por parte de marcas de fumígenos. Desta forma, as propagandas relacionadas ao cigarro deveriam ser retiradas, por exemplo do Grande Prêmio do Brasil de Fórmula 1. Para que houvesse tempo de adaptação, a lei promulgada em 2000 estabeleceu 2003 como o limite para a remoção das propagandas. O tempo foi considerado insuficiente e, através da Medida Provisória 118/2003, convertida na lei 10.702/2003, estendendo o prazo até 2005.

### 2005
Entra em vigor a proibição estabelecida pelas leis 10.167/2000 e 10.702/2003.

### 2009

Logotipo oficial para divulgação de Lei Antifumo de São Paulo.

José Serra, agora governador de São Paulo, sanciona a lei estadual 13.541/2009, proibindo o uso de fumígenos em locais fechados no estado, acabando com os "fumódromos" e aplicando pesadas multas ao descumprimento da lei.

### 2011
É durante o Governo Dilma Rousseff que é estabelecida a proibição do fumo em locais fechados e o fim dos "fumódromos" em todo o país. Também acaba a propaganda nos pontos de venda.

### 2017
Durante o Governo Michel Temer, a ANVISA muda o padrão das imagens atrás das embalagens de cigarro, além de estabelecer que parte da frente das embalagens deveriam conter um aviso. O intuito era usar imagens menos fortes, mas acompanhadas de mensagens mais diretas e mais duras. O novo padrão se tornou obrigatório em 2018.